# Närkes runinskrifter Fv1992;153
Närkes runinskrifter Fv1992;153 är en medeltida runinskrift i en laggskålsbotten av trä som hittades i kvarteret Tryckeriet 10, Örebro och Örebro kommun. Det finns troligen 6 runor inskurna i träet. Läsningen är osäker eftersom så stor del av
tecknen saknas. Fyndet hittades 1988 vid en arkeologisk utgrävning.

## Inskriften
Translitterering av runraden:
--(m)--(o)
Normalisering till äldre fornsvenska:
...